# Magnus Swartling
Magnus Johan Swartling (Upsala, 19 de febrero de 1970) es un deportista sueco que compitió en curling.
Ganó cinco medallas en el Campeonato Mundial de Curling entre los años 1997 y 2004, y siete medallas en el Campeonato Europeo de Curling entre los años 1998 y 2005.
Participó en tres Juegos Olímpicos de Invierno, ocupando el sexto lugar Nagano 1998, en cuarto en Salt Lake City 2002 y el octavo en Turín 2006, en la prueba masculina.

## Palmarés internacional
| Campeonato Mundial | Campeonato Mundial                | Campeonato Mundial | Campeonato Mundial |
| Año                | Lugar                             | Medalla            | Prueba             |
| ------------------ | --------------------------------- | ------------------ | ------------------ |
| 1997               | Berna (Suiza)                     | Medalla de oro     | Equipo             |
| 1998               | Kamloops (Canadá)                 | Medalla de plata   | Equipo             |
| 2000               | Glasgow (Reino Unido)             | Medalla de plata   | Equipo             |
| 2001               | Lausana (Suiza)                   | Medalla de oro     | Equipo             |
| 2004               | Gävle (Suecia)                    | Medalla de oro     | Equipo             |
| Campeonato Europeo |                                   |                    |                    |
| Año                | Lugar                             | Medalla            | Prueba             |
| 1998               | Flims (Suiza)                     | Medalla de oro     | Equipo             |
| 2000               | Oberstdorf (Alemania)             | Medalla de bronce  | Equipo             |
| 2001               | Vierumäki (Finlandia)             | Medalla de oro     | Equipo             |
| 2002               | Grindelwald (Suiza)               | Medalla de plata   | Equipo             |
| 2003               | Courmayeur (Italia)               | Medalla de plata   | Equipo             |
| 2004               | Sofía (Bulgaria)                  | Medalla de plata   | Equipo             |
| 2005               | Garmisch-Partenkirchen (Alemania) | Medalla de plata   | Equipo             |